# (7222) Alekperov
(7222) Alekperov (1981 TJ3) – planetoida z pasa głównego asteroid okrążająca Słońce w ciągu 5,73 lat w średniej odległości 3,2 j.a. Odkryta 7 października 1981 roku.